# Platja de les Fonts
La platja de les Fonts és una platja d'arena del municipi d'Alcalà de Xivert, a la comarca del Baix Maestrat (País Valencià).

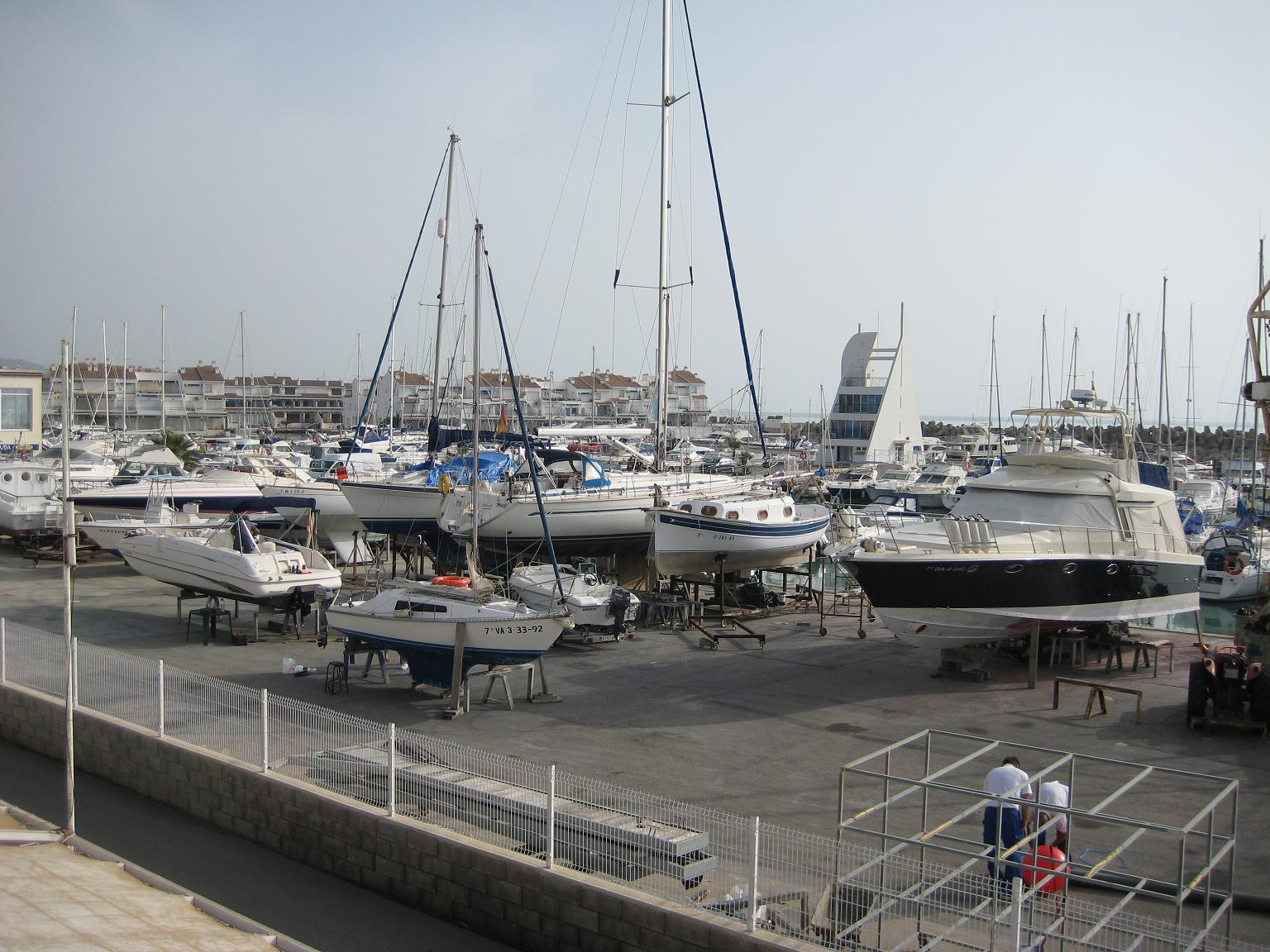
Port esportiu de Les Fonts

Limita al nord amb roques i al sud, amb el port esportiu de les Fonts; i fa una longitud de 400 m, amb una amplitud de 40 m.
És una àmplia platja en forma de petxina, tancada en el seu extrem sud per un modern port esportiu. Per ella s'acosten al mar brolladors d'aigua dolça que li conferixen una singular personalitat i bellesa. Amb una plataforma d'arena humida, està platja oferix una gran activitat lúdic-esportiva.
Se situa en un entorn urbà (Alcossebre) i disposa d'accés per carrer. Compta amb passeig marítim i pàrquing delimitat. És una platja balisada.
La platja de les Fonts té el distintiu de Bandera Blava des del 2006, i a més compta amb els certificats de qualitat ISO 9001 i ISO 14001.